# Leucophoebe albaria
Leucophoebe albaria là một loài bọ cánh cứng trong họ Cerambycidae.